# Reslizumab
Reslizumab (łac. reslizumabum) – humanizowane przeciwciało monoklonalne klasy IgG4/к, wytwarzane metodą inżynierii genetycznej w komórkach szpiczaka mysiego (NS0), stosowane w leczeniu astmy oskrzelowej.

## Mechanizm działania
Reslizumab jest humanizowanym przeciwciałem monoklonalnym produkowanym przy użyciu technik inżynierii genetycznej w komórkach szpiczaka mysiego (NS0). Dokładny mechanizm biologicznego działania reslizumabu nie jest znany, wiadomo jednak, że przyłącza się do interleukiny 5 w regionie odpowiadającym za wiązanie z receptorem obecnym na eozynofilach. Zmniejsza wytwarzanie eozynofili, skraca czas ich życia oraz zmniejsza ich aktywność. Nie ma działania immunosupresyjnego. 

## Zastosowanie
Jest dopuszczony do obrotu w krajach Unii Europejskiej (w tym i w Polsce) oraz Stanach Zjednoczonych (2020) i może być stosowany w następujących stanach chorobowych:
- Unia Europejska: leczenie uzupełniające u dorosłych pacjentów z ciężką astmą eozynofilową niewystarczająco kontrolowaną kortykosteroidami wziewnymi w dużych dawkach z innym produktem leczniczym do leczenia podtrzymującego[2]
- Stany Zjednoczone: leczenie uzupełniające u pacjentów w wieku od 18 lat z ciężką astmą eozynofilową[4]

## Działania uboczne
Reslizumab powoduje zwiększenie aktywności kinazy kreatynowej w osoczu krwi u ponad 2% pacjentów, natomiast anafilaksja i mialgia występują u poniżej 1% pacjentów. 